# 北条宗教
北条 宗教（ほうじょう むねのり、生年不詳 – 元弘3年/正慶2年（1333年））は、鎌倉時代後期の北条氏の一族。名越 宗教（なごえ むねのり）とも呼ばれる。父は北条教時。母は不詳。

## 生涯
文永9年（1272年）2月、父の教時が執権・北条時宗に二月騒動で誅された。このとき、系図によれば宗教も弟・宗氏と共に討たれているが、真偽は不明。
元弘2年/正慶元年（1332年）9月、元弘の乱の際、北条高時によって畿内の反幕府勢力追討のために関東諸将らとともに派遣され、上洛した。
元弘3年/正慶2年（1333年）、千早城の戦いのさなか、甥の名越兵庫助と賽の目から口論となり、互いに刺し違えて死んだとされる。そのため、双方の家来が戦って200余人が殺される騒ぎが起きたという。